# شندان (قائنات)
شندان روستایی در دهستان پیشکوه  بخش مرکزی شهرستان قائنات استان خراسان جنوبی ایران است.